# Slovinsko na Letních olympijských hrách 2004
Slovinsko na Letních olympijských hrách 2004 reprezentovalo 79 sportovců (56 mužů a 23 žen).

## Medailisté
| Medaile | Jméno               | Sport     | Disciplína                |
| ------- | ------------------- | --------- | ------------------------- |
| Stříbro | Iztok Čop Luka Špik | Veslování | muži dvojskif             |
| Bronz   | Jolanda Čeplaková   | Atletika  | Ženy běh na 800 m         |
| Bronz   | Vasilij Žbogar      | Jachting  | třída Laser               |
| Bronz   | Urška Žolnirová     | Judo      | ženy polostřední do 63 kg |